# Афрички суперстогодишњаци
Ово је списак Афричких суперстогодишњака, укључујући и Афричке емигранте (особе које су рођене у некој од Афричких земаља, а преминули су ван граница Африке).

## Афрички суперстогодишњаци
Ово је непотпуна листа људи рођених у Африци који су живели најмање 110 година. Већина наведених особа рођена је у бившим Колонијама које су већ водиле систематску евиденцију рођених у 19. веку. Многи други случајеви суперстогодишњака вероватно постоје у Африци, али нису адекватно документовани.
| Место | Име                        | Пол | Датум рођења        | Датум смрти        | Године               | Земља рођења         | Земља смрти или пребивалиште |
| ----- | -------------------------- | --- | ------------------- | ------------------ | -------------------- | -------------------- | ---------------------------- |
| 1     | Аделина Домингес           | Ж   | 19. фебруар 1888.   | 21. август 2002.   | 114 година, 183 дана | Капе Верде           | Сједињене Државе             |
| 2     | Ана Примо                  | Ж   | 5. октобар 1890.    | 26. март 2005.     | 114 година, 172 дана | Алжир                | Француска                    |
| 3     | Марсел Нарбон              | Ж   | 25. март 1898.      | 1. јануар 2012.    | 113 година, 282 дана | Алжир                | Француска                    |
| 4     | Мари-Исабел Дијаз          | Ж   | 22. фебруар 1898.   | 29. октобар 2011.  | 113 година, 249 дана | Алжир                | Реунион                      |
| 5     | Јулија Синедија-Казоур     | Ж   | 12. јул 1892.       | 6. октобар 2005.   | 113 година, 86 дана  | Реунион, (Француска) | Реунион, (Француска)         |
| 6     | Сузана Декелис             | Ж   | 13. јул 1909.       | 6. јануар 2022.    | 112 година, 177 дана | Алжир                | Француска                    |
| 7     | Розалија Волпи             | Ж   | 25. август 1909.    | 30. децембар 2021. | 112 година, 127 дана | Трансвал             | Јужна Африка                 |
| 8     | Нанчи Мери                 | Ж   | 26. јануар 1909.    | 11. мај 2021.      | 112 година, 105 дана | Сејшели              | Сејшели                      |
| 9     | Консуел Морен-Лопез        | Ж   | 5. фебруар 1893.    | 13. новембар 2004. | 111 година, 282 дана | Мароко               | Сједињене Државе             |
| 10    | Јохана Адонис              | Ж   | 5. август 1907.     | 1. фебруар 2019.   | 111 година, 180 дана | Јужна Африка         | Јужна Африка                 |
| 11    | Емил Фоуркади              | М   | 29. јул 1884.       | 29. децембар 1995. | 111 година, 153 дана | Алжир                | Француска                    |
| 12    | Јохана Бојсон              | Ж   | 17. јануар 1857.    | 16. јун 1968.      | 111 година, 151 дан  | Јужна Африка         | Јужна Африка                 |
| 13    | Инакија Кармелино          | Ж   | 17. јун 1911.       | Жива је            | 113 година, 299 дана | Ангола               | Португалија                  |
| 14    | Андре Сантини              | Ж   | 21. август 1907.    | 4. мај 2018.       | 110 година, 256 дана | Алжир                | Француска                    |
| 15    | Џен-Клементис Амано        | М   | 7. октобар 1908.    | 15. јун 2019.      | 110 година, 251 дан  | Реунион, (Француска) | Реунион, (Француска)         |
| 16    | Елисабела Лалеманд         | Ж   | 14. фебруар 1912.   | Жива је            | 113 година, 57 дана  | Реунион, (Француска) | Француска                    |
| 17    | Жана Хуе                   | Ж   | 2. октобар 1895.    | 5. мај 2006.       | 110 година, 215 дана | Тунис                | Француска                    |
| 18    | Роса Кампос                | Ж   | 9. мај 1908.        | 25. октобар 2018.  | 110 година, 169 дана | Алжир                | Француска                    |
| 19    | Ана ван Никерк             | Ж   | 31. март 1909.      | 22. јул 2019.      | 110 година, 113 дана | Јужна Африка         | Јужна Африка                 |
| 20    | Мбија Кифамба              | Ж   | 14. септембар 1910. | 21. новембар 2020. | 110 година, 68 дана  | Зимбабве             | Зимбабве                     |
| 21    | Маргарита Водфилд Поупонеу | Ж   | 15. август 1912.    | Жива је            | 112 година, 240 дана | Сејшели              | Сејшели                      |
| 22    | Марта Африканер            | Ж   | 27. септембар 1905. | 11. новембар 2015. | 110 година, 45 дана  | Намибија             | Намибија                     |
| 23    | Алис Магон                 | Ж   | 21. мај 1906.       | 3. јул 2016.       | 110 година, 43 дана  | Маурицијус           | Маурицијус                   |
| 24    | Силвија Мсока Кембе        | Ж   | 22. октобар 1905.   | 25. новембар 2015. | 110 година, 34 дана  | Замбија              | Замбија                      |
| 25    | Вирџинија Монтеиро         | Ж   | 28. март 1895.      | 7. април 2005.     | 110 година, 10 дана  | Капе Верде           | Сједињене Државе             |